# Dufourea maroccana
Dufourea maroccana är en biart som först beskrevs av Warncke 1979.  Dufourea maroccana ingår i släktet solbin, och familjen vägbin. Inga underarter finns listade i Catalogue of Life.